# Haltidytes festinans
Haltidytes festinans är en djurart som tillhör fylumet bukhårsdjur, och som först beskrevs av Voigt 1909.  Haltidytes festinans ingår i släktet Haltidytes och familjen Dasydytidae. Inga underarter finns listade i Catalogue of Life.